# Grand Conseil du canton de Vaud
Législature 2022-2027
Parlement vaudois
Le Grand Conseil est le parlement cantonal du canton suisse de Vaud. Créé en 1803, cette assemblée législative comptait à l'origine 180 députés. Ce nombre a par la suite fluctué (un député pour 600 électeurs), pour atteindre un maximum de 237 députés en 1921, puis retomber à 180 en 2000 et 150 depuis 2007.

## Siège

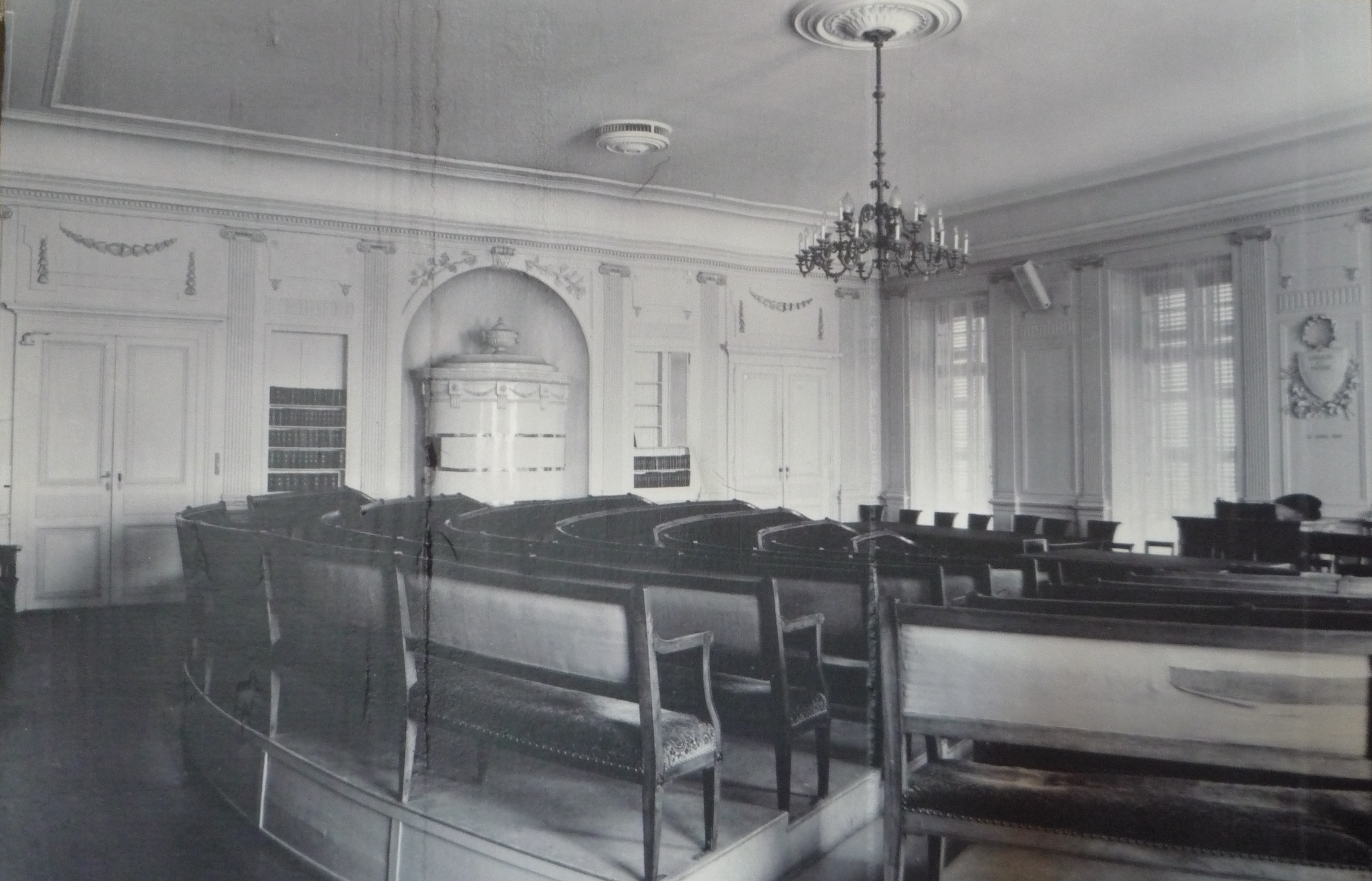
Salle du Grand Conseil entre 1803 et 2002, dans le bâtiment de l'architecte Alexandre Perregaux.

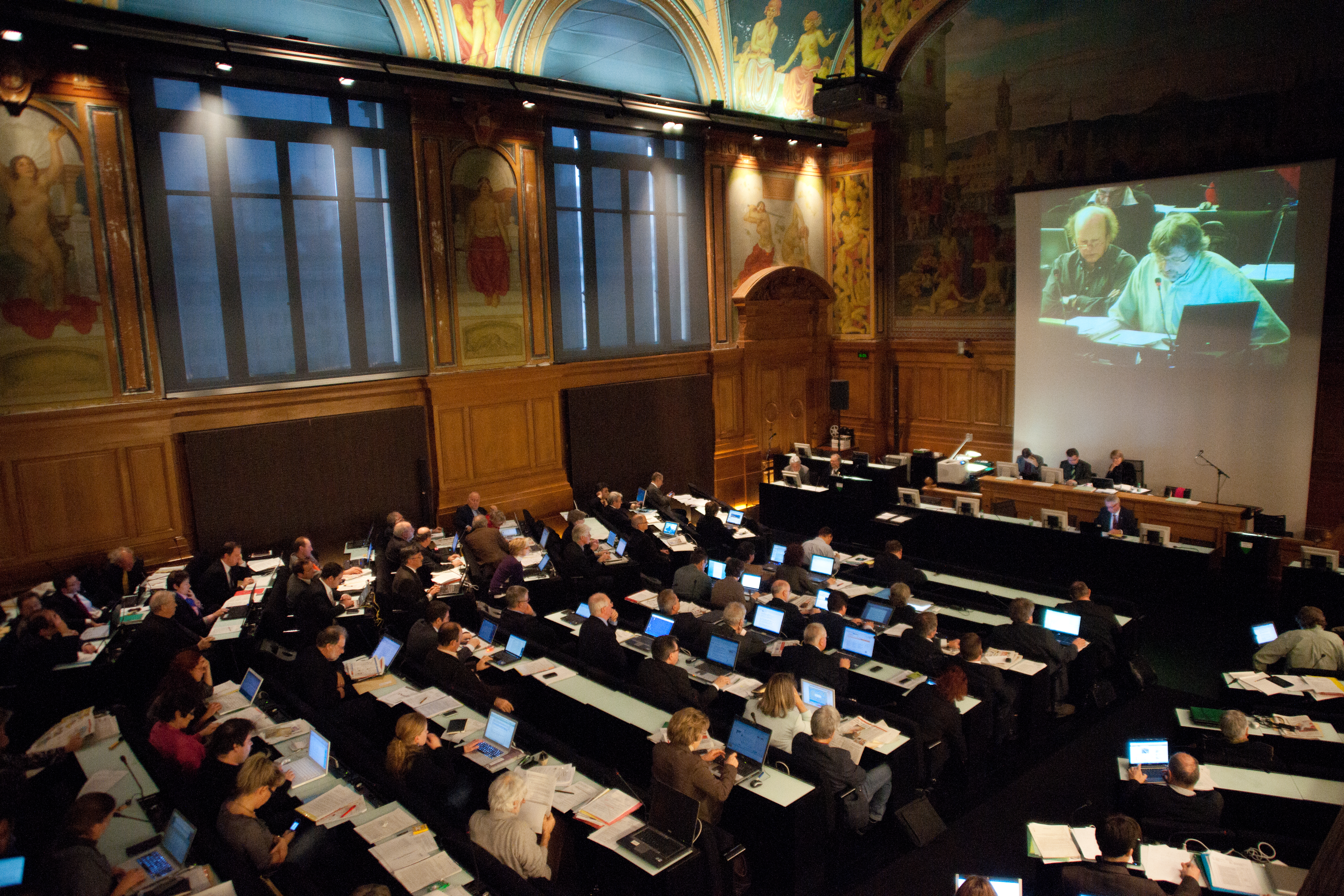
De 2002 à 2017, pendant la reconstruction de son bâtiment, le Grand Conseil se réunissait au Palais de Rumine (Lausanne).

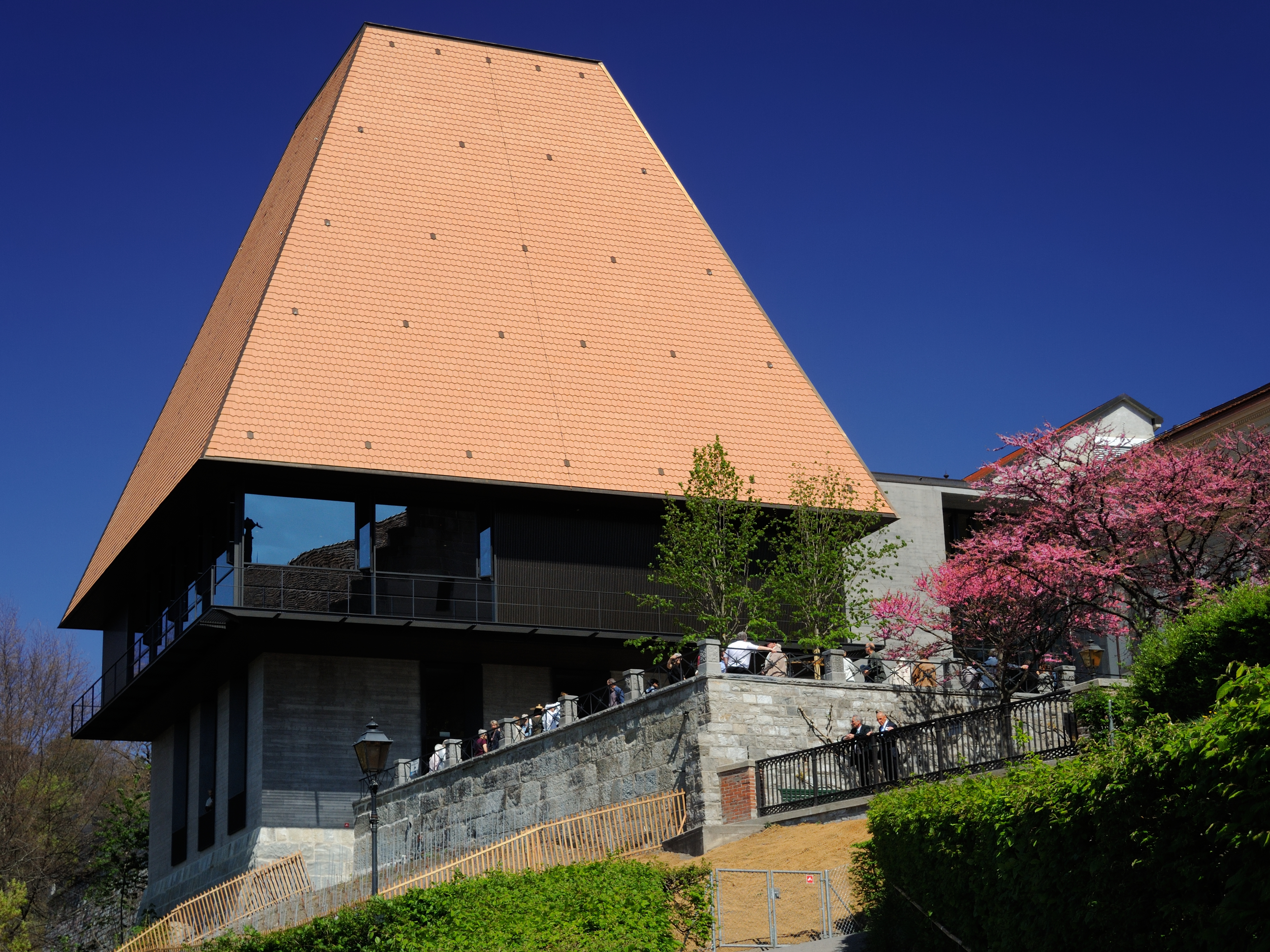
Nouvelle salle inaugurée en 2017.

À proximité immédiate du château Saint-Maire (où se réunit le Conseil d'État), le Grand Conseil tient ses assemblées dans un bâtiment spécifique, construit par l'architecte Alexandre Perregaux en 1803 sur des bases plus anciennes. Le 14 mai 2002, cet édifice historique a été en grande partie détruit par un incendie accidentel. Le Parlement cantonal a par conséquent dû quitter ce lieu symbolique pour siéger provisoirement dans l'aula du palais de Rumine, à Lausanne.
La ruine du bâtiment Perregaux, sécurisée, est mise en attente durant une dizaine d'années. En 2009, un concours d'architecture fait émerger le projet Rosebud de l’Atelier Cube, de Lausanne, associé à Bonell i Gill de Barcelone. Mis à l'enquête en 2011, ce projet de reconstruction est cependant vivement contesté et la menace d'un référendum entraîne quelques modifications des plans initiaux. En définitive, le chantier de reconstruction démarre le 24 mars 2014. L'aménagement intérieur, en bois, est dû à l'architecte Yves Weinand, professeur et directeur du laboratoire de construction iBois de l'École polytechnique fédérale de Lausanne. L'inauguration du nouveau bâtiment a lieu le 14 avril 2017, date marquant le 214e anniversaire de la première réunion du 14 avril 1803.

## Comptes rendus des délibérations
Les comptes rendus imprimés des délibérations du Grand Conseil, publiés depuis 1829, sont consultables aux Archives cantonales vaudoises. Depuis 2018, cette collection est également intégralement accessible en ligne sur le site Scriptorium de la Bibliothèque cantonale et universitaire - Lausanne .

## Retransmission des séances hebdomadaires
La chaîne de télévision locale NyonRégion Télévision retransmet en direct le mardi, les séances hebdomadaires du Grand Conseil vaudois, depuis le 6 mars 2018. La zone de diffusion s’étend aussi à tout le canton et au-delà, puisque NRTV est retransmis par les principaux opérateurs suisses de TV numérique. Jusqu'en septembre 2017, les séances du Grand Conseil étaient diffusées depuis quelques années par la chaîne de télévision locale Maxtv, qui a décidé d'abandonner la diffusion des séances.

## Élection des membres
Les députés sont élus pour une durée de 5 ans, et sont élus au scrutin proportionnel. Le canton est divisé en 10 arrondissements correspondant aux dix districts administratifs, dont 3 possèdent encore 2 sous-arrondissements. Ils représentent les circonscriptions électorales. Chaque circonscription reçoit un certain nombre de sièges en fonction du nombre de ses habitants.

## Législature 2022-2027
Pour la législature 2022-2027, voici la distribution des sièges par arrondissement :
| Arrondissement          | Sous-arrondissement | Population au 31.12.20 | Siège par arrondissement | Sièges par sous-arrondissement |
| Aigle                   |                     | 46316                  | 8                        |                                |
| Broye − Vully           |                     | 44642                  | 8                        |                                |
| Gros-de-Vaud            |                     | 46413                  | 8                        |                                |
| Jura − Nord-Vaudois     |                     | 93162                  | 17                       |                                |
| Jura − Nord-Vaudois     | La Vallée           | 6961                   |                          | 2                              |
| Jura − Nord-Vaudois     | Yverdon             | 86201                  |                          | 15                             |
| Lausanne                |                     | 168346                 | 31                       |                                |
| Lausanne                | Lausanne-Ville      | 140430                 |                          | 26                             |
| Lausanne                | Romanel             | 27916                  |                          | 5                              |
| Lavaux − Oron           |                     | 63434                  | 12                       |                                |
| Morges                  |                     | 84561                  | 16                       |                                |
| Nyon                    |                     | 103219                 | 19                       |                                |
| Ouest lausannois        |                     | 79078                  | 15                       |                                |
| Riviera − Pays-d'Enhaut |                     | 86129                  | 16                       |                                |
| Riviera − Pays-d'Enhaut | Pays-d'Enhaut       | 4894                   |                          | 2                              |
| Riviera − Pays-d'Enhaut | Vevey               | 81235                  |                          | 14                             |
| Total                   |                     | 815300                 | 150                      |                                |

Les élections de 2022, qui ont eu lieu le 20 mars, ont donné la répartition suivante des sièges par groupe politique :
Parti libéral-radical (PLR)50 sièges
Parti socialiste (PS)32 sièges
Union démocratique du centre (UDC)23 sièges
Les Verts (V)24 sièges
Vert'libéraux (PVL)13 sièges
Ensemble à gauche et Parti suisse du travail7 sièges
Independant1 siège

## Composition du Grand Conseil du canton de Vaud depuis 2007
| Groupes politiques           | 2007-2012 | 2012-2017 | 2017-2022, | 2022-2027 |
| ---------------------------- | --------- | --------- | ---------- | --------- |
| Parti libéral-radical        | 48 (32 %) | 47 (31 %) | 49 (33 %)  | 50 (33 %) |
| Parti socialiste             | 38 (25 %) | 41 (27 %) | 37 (25 %)  | 32 (21 %) |
| Les Verts                    | 24 (16 %) | 19 (13 %) | 21 (14 %)  | 25 (17 %) |
| Union démocratique du centre | 26 (17 %) | 27 (18 %) | 25 (17 %)  | 23 (15 %) |
| Verts libéraux               | 3 (2 %)   | 7 (5 %)   | 7 (5 %)    | 13 (9 %)  |
| Ensemble à gauche            | 5 (3 %)   | 4 (3 %)   | 5 (3 %)    | 7 (5 %)   |
| Alliance du centre           | 6 (4 %)   | 5 (3 %)   | 6 (4 %)    | - (- %)   |

## Représentation féminine
Les femmes font leur entrée au Grand Conseil lors des élections cantonales de 1962, les premières ouvertes aux femmes sur le plan cantonal à la suite de la votation du 1er février 1959. Sur 197 membres, 13 femmes sont élues (5 libérales, 3 radicales, 3 socialistes, 1 popiste, 1 jeune radicale), la ville de Lausanne en désignant 8 à elle seule. Lors de ces élections, 598 candidats s'étaient présentés, dont 60 femmes.

### Sources
- Archives cantonales vaudoises, base de données DAVEL (Description des Archives cantonales vaudoises sous forme électronique)